# Messier 18
M18 (Messier 18 / NGC 6613) is een open sterrenhoop in het sterrenbeeld Schutter. Hij werd in 1764 ontdekt door Charles Messier en vervolgens door hem opgenomen in zijn catalogus van komeetachtige objecten als nummer 18. De helderste ster, HD 168352, heeft een afstand van 5324 lichtjaar. 